# 花之枝しほり
花之枝 しほり（はなのえ しほり、1995年 - ）は、日本のモデル、女優。埼玉県出身。ガンズ所属。かつてはHOLIDAYに所属していた。

## 略歴
スカウトをきっかけにモデル活動を開始する。

## 人物
趣味は映画観賞・カメラ。
自分にとって欠かせないものは音楽。
好きな服は古着で、好きなファッションアイコンはオードリー・ヘプバーン。

## 出演

### 雑誌
- GINZA（マガジンハウス）
- FUDGE（三栄書房）
- iam（ぶんか社）
- ELLE girl（講談社）
- ar（主婦の友社）
- non-no（集英社）
- an・an（マガジンハウス）
- CYAN
- PREPPY（エイ出版社）
- 花よめ

### CM
- SUUMO「濱田さんの新着」篇
- ソニーモバイルコミュニケーションズ Xperia XZ3「イルミネーション」篇
- JR東海「スマートEX」
- ミスタードーナツ「ミスドゴハンひろがる！新商品」篇[10]
- カゴメ 野菜生活100 Smoothie「あなたの身近なベジタブルスムージーバー」篇
- 花王 エッセンシャル「毎朝バタバタ」篇[11]
- LINE「Clova　Friendsができること」
- サッポロビール三ツ星グレフルサワー「ほおばる」篇
- ジョブチャ　「マッチしてチャットして転職」篇

### 広告
- Link x pink
- KARTE
- niko and…「＃ニコフク」
- utena「PROQUALITE」
- 札幌Paseo
- 新宿ミロード「さぁ、春の中へ」2018 SPRING BOOK
- TARA JARMON「ONE DAY」
- Ito Yokado「i Press BiZ」
- MERY「女の子の数だけ好きがある」
- CAREERING
- トルテ
- medel
- BEAMS「WHATS’S NEXT? TOKYO CULTURE STORY」
- ZOOKIES
- Sweetマイベストヘアカタログ[12]

### CDジャケット
- ANTENA「モーンガータ」[13]

### MV
- マカロニえんぴつ「洗濯機と君とラヂオ」[14]（2016年）
- 三代目 J Soul Brothers from EXILE TRIBE「Welcome to TOKYO」（2016年）
- Sky's the limit「You Got The Power!!」[15]（2017年）
- フレデリック「たりないeye」（2017年）
- ベリーグッドマン「Pain, Pain Go Away feat.MUTSUKI from Softly」（2017年）
- KANA-BOON「彷徨う日々とファンファーレ」[16]（2018年）

### ショー
- STRIPE YUKATA FASHION SHOW
- SUQQU×VOCE メイクアップイベント
- CANMAKE×VOCE メイクアップイベント
- THREE×CYAN メイクアップイベント